# Stigmea submaculans
Stigmea submaculans — вид грибів, що належить до монотипового роду  Stigmea.